# 15106 Swanson
15106 Swanson (2000 CA45) là một tiểu hành tinh vành đai chính được phát hiện ngày 2 tháng 2 năm 2000 bởi nhóm nghiên cứu tiểu hành tinh gần Trái Đất phòng thí nghiệm Lincoln ở Socorro.